# Sam Warner
Pour les articles homonymes, voir Warner.
Samuel Louis Warner (10 août 1887 - 5 octobre 1927) né Schmul Wonskolaser (Eichelbaum était le nom de naissance de sa mère) était le cofondateur et le chief executive officer du studio Warner Bros..

## Biographie
Il a créé le studio avec ses frères Harry, Albert, et Jack Warner. Mais il est surtout crédité pour avoir apporté la technologie qui permit au studio de produire le premier long-métrage parlant de l'industrie du cinéma, Le Chanteur de jazz (The Jazz Singer). Il meurt en 1927, la veille de la première triomphale du film. Il est victime d'une pneumonie aiguë.
Il était marié avec l'actrice Lina Basquette avec qui il avait eu une fille, Lita.

## Filmographie
Producteur
- 1918 : Kaiser's Finish
- 1920 : The Lost City
- 1923 : Girl from the West

Scénariste
- 1919 : Open Your Eyes (histoire)
- 1922 : A Dangerous Adventure (scénario)

Réalisateur
- 1922 : A Dangerous Adventure